# Matt Kaplinski
Matthew A. Kaplinski ist ein US-amerikanischer Geologe an der Northern Arizona University in Flagstaff. Er wurde durch seine Mitwirkung an Fernsehdokumentationen bekannt.

## Leben
Matt Kaplinski hat 28 Jahre im Grand Canyon als Forscher und Flussführer gearbeitet. Seine Forschung konzentriert sich auf die Untersuchung der Auswirkungen von Strömungen des Glen Canyon Dams auf die Sedimentressourcen des Colorado River. Er erforscht und kartiert dort seit 1990 die Sandbänke und Sedimentressourcen. Kaplinski ist Senior Research Associate an der Northern Arizona University.
Kaplinski war als Bootsführer am Film Into the Wild und an mehreren wissenschaftlichen Büchern über den Grand Canyon beteiligt. Bekanntheit in Deutschland erlangte er durch eine Fernsehdokumentation der Reihe Länder – Menschen – Abenteuer.
Matt Kaplinski lebt in der Nähe von Flagstaff und hat eine Tochter.